# Piața Mare din Sibiu

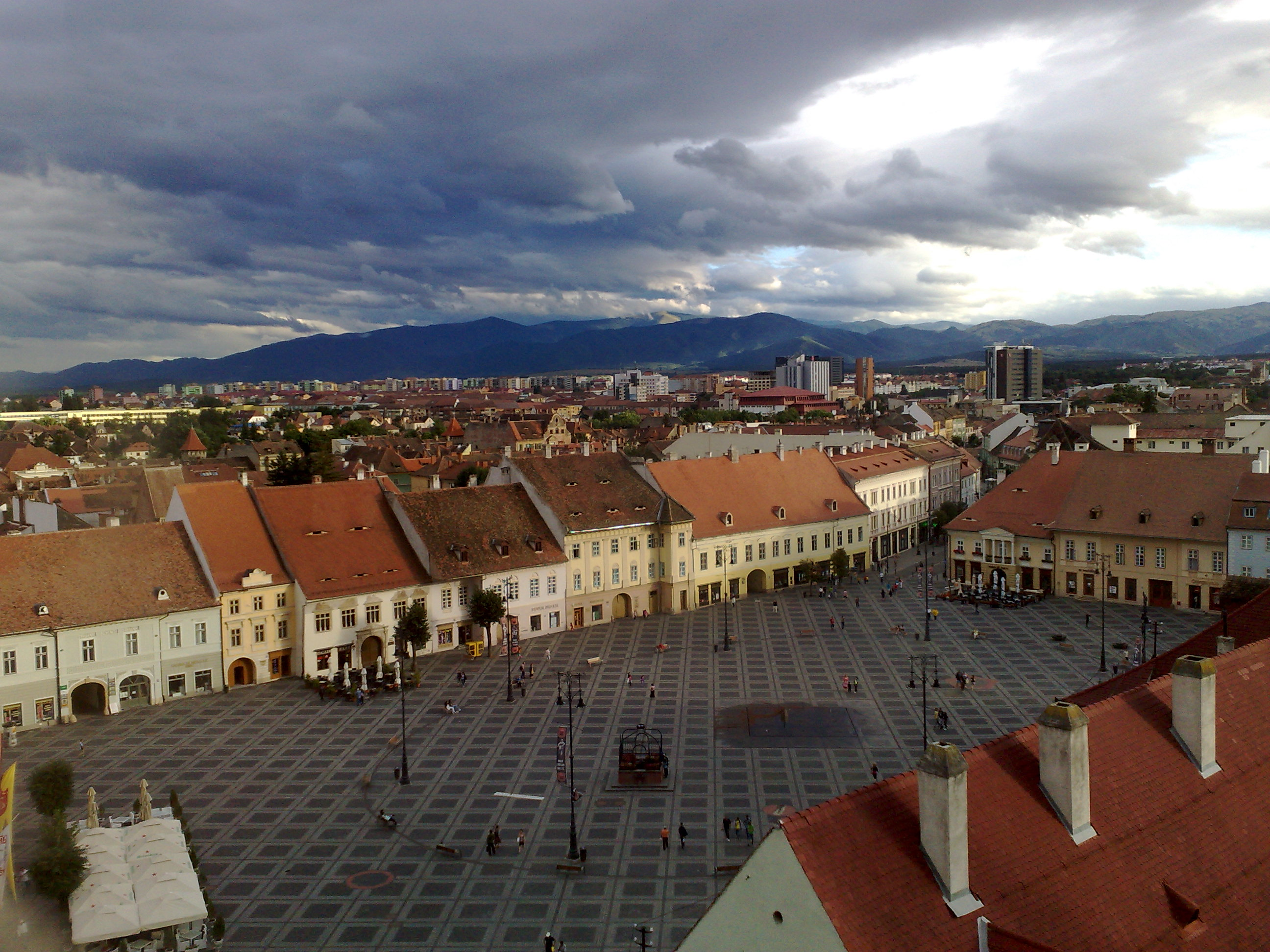
Piața Mare, vedere din Turnul Sfatului

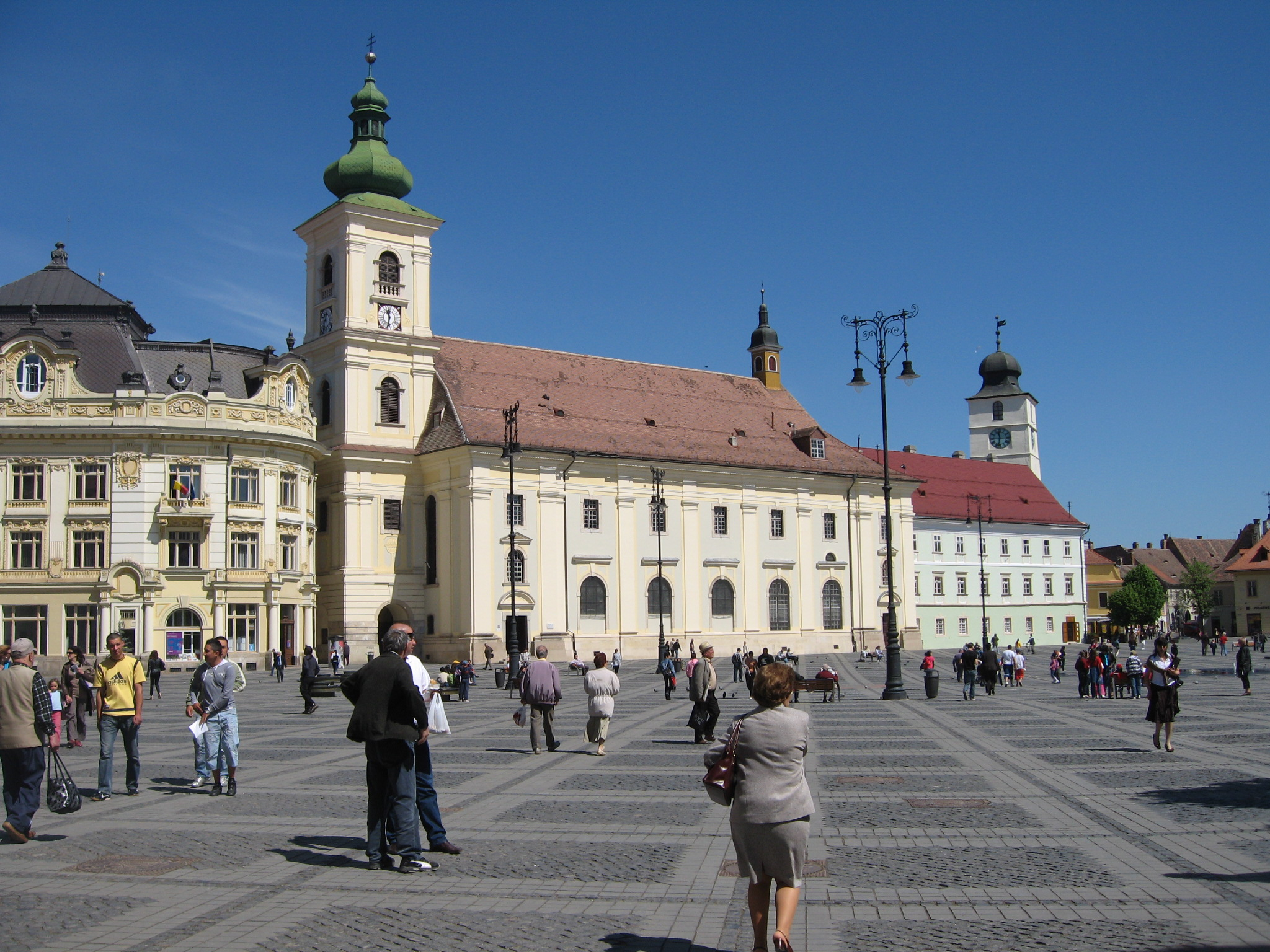
Palatul Primăriei și Biserica romano-catolică „Sfânta Treime”

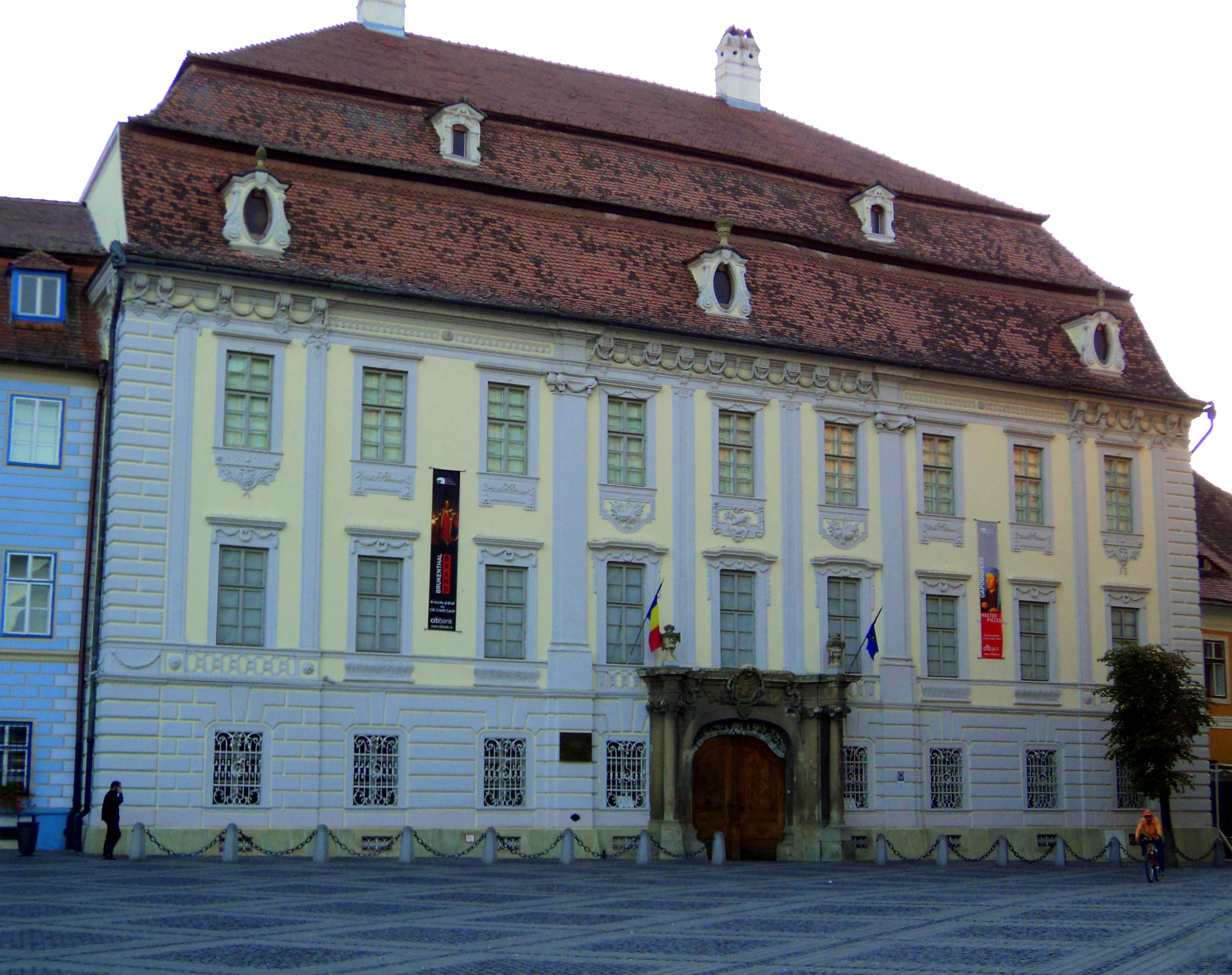
Palatul Brukenthal

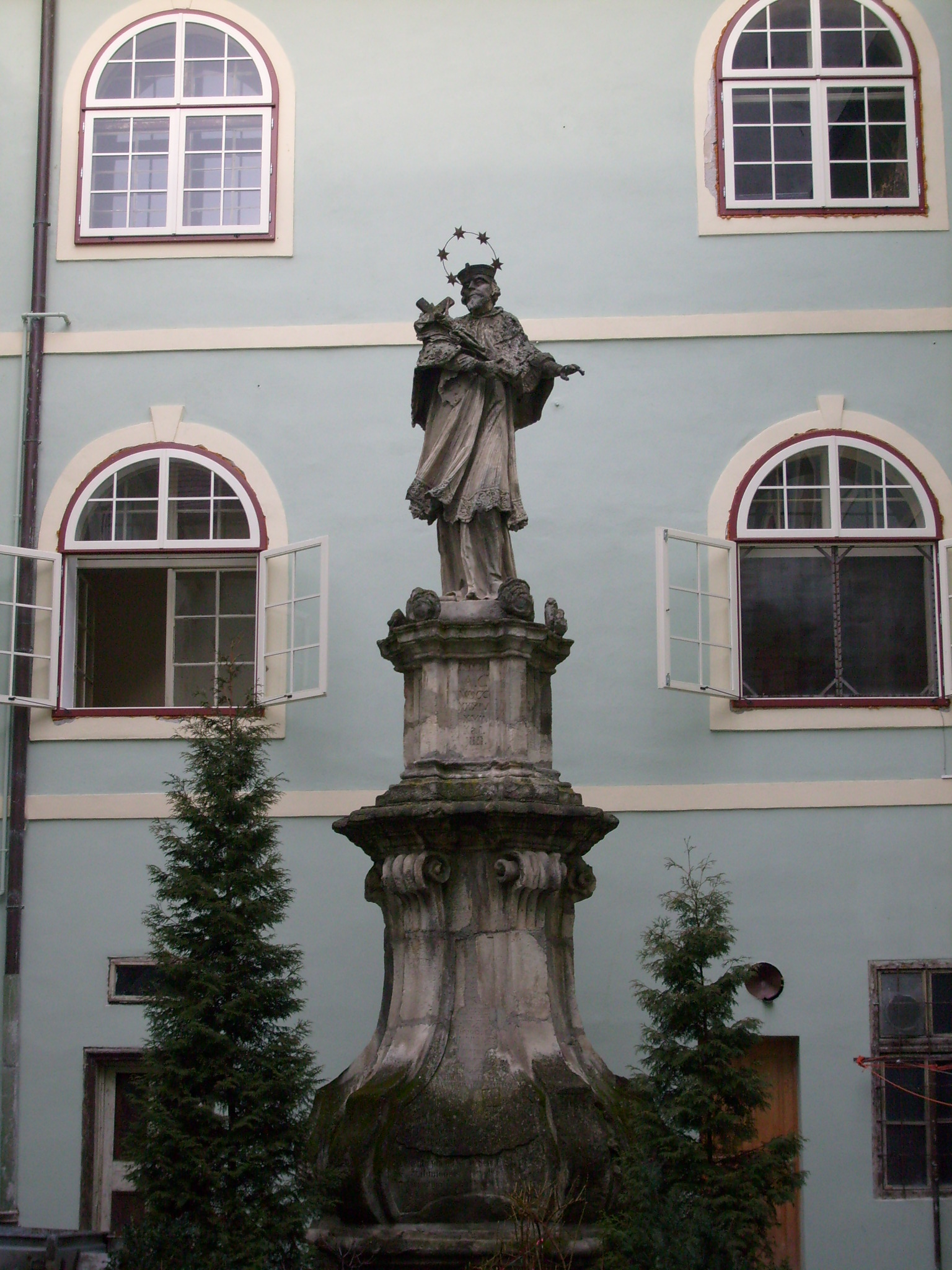
Statuia sfântului Ioan Nepomuk

Piața Mare din Sibiu (în germană Großer Ring) este piața centrală a Sibiului, existentă din anul 1366, odata cu finalizarea celei de-a treia centuri de fortificații a orașului. Maior Circulus vulgariter Kornmargt („Inelul Mare, în popor târgul cerealelor”) este atestat ca atare într-un document din anul 1408, document în care este amintit Mathias Baldi. Acesta a cumpărat și reparat în locul respectiv o casă de piatră de la Pipo de Timiș. În alt document, din anul 1411, este atestată vânzarea unei case de piatră de către Mathias Tromenauer lui Nicolaus Jenkowicz pentru suma de 1000 de guldeni, în același loc.
Este cea mai mare piață publică din orașul vechi și a fost martora activităților economice ale negustorilor din Sibiu. În ea se organizau adunări cetățenești, târguri și chiar și execuții. În această piață a fost decapitat în 1703 Johann Sachs von Harteneck, comite al sașilor în perioada 1691-1703. 
Piața a purtat următoarele denumiri: 1411: Korn margt (Piața de cereale); 1751: Grosser Platz (Piața Mare); 1763; Grosser Ring; 1829: Grosser Platz; 1845: Grosser Ring; 1919: Piața Regele Ferdinand/König Ferdinand Ring; 1948: Piața Republicii; 1990: Piața Mare.

## Clădiri importante
Piața a fost desemnată ca un monument arhitectural de către UNESCO. În ea se găsesc unele clădiri reprezentative:
- Palatul Brukenthal
- Biserica iezuiților
- Casa Albastră din Sibiu (Casa Moringer)
- Turnul Sfatului
- Casa Haller
- Casa Hecht
- Palatul Filek
- Casa Lutsch - Sediul FDGR
- Casa Weidner-Reussner-Czekelius

## Oameni importanți
La începuturile comunismului în România, autoritățile au dorit să demoleze edificiile medievale de pe latura de nord a Pieței Mari, pentru a se construi niște blocuri turn. Blocarea acestui plan s-a datorat luptei disperate a arhitectului Otto Czekelius, în calitatea sa de arhitect al orașului.

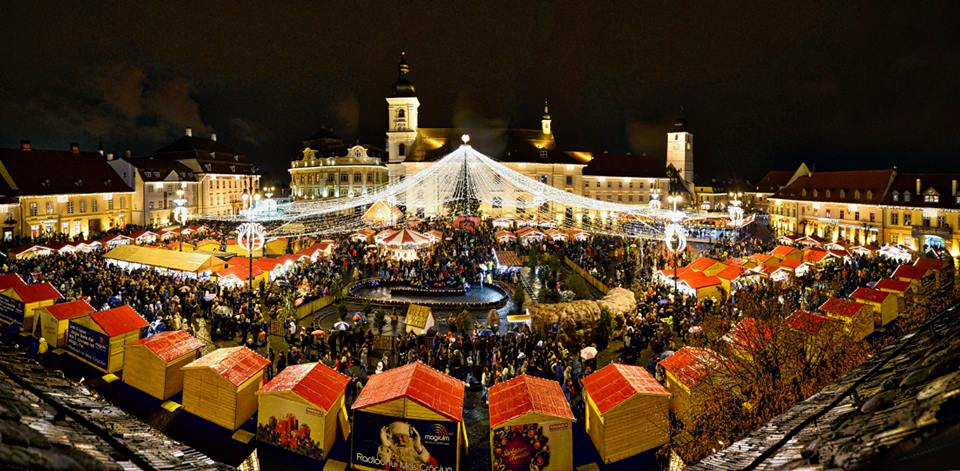
Târgul de Crăciun de la Sibiu, organizat anual in piață

## Statui
În piață se află Statuia lui Gheorghe Lazăr, statuia lui Samuel von Brukenthal și o placă memorială plasată pe pavajul din granit în memoria victimelor Revoluției din 1989 de la Sibiu. În trecut, în piață se afla amplasată statuia Sfântului Ioan Nepomuk, care a fost mutată în timpul regimului comunist în curtea interioară a Bisericii Catolice din Piața Mare.
Pe paviment, în partea de est a pieței, reprezentat printr-un cerc de piatrǎ roșie este amplasamentul Statuii lui Roland, atestată in anul 1550 și demolată la mijlocul secolului 18, existența statuii fiind probabil mai veche. Sub Statuia lui Roland se țineau execuțiile capitale.

## Imagini

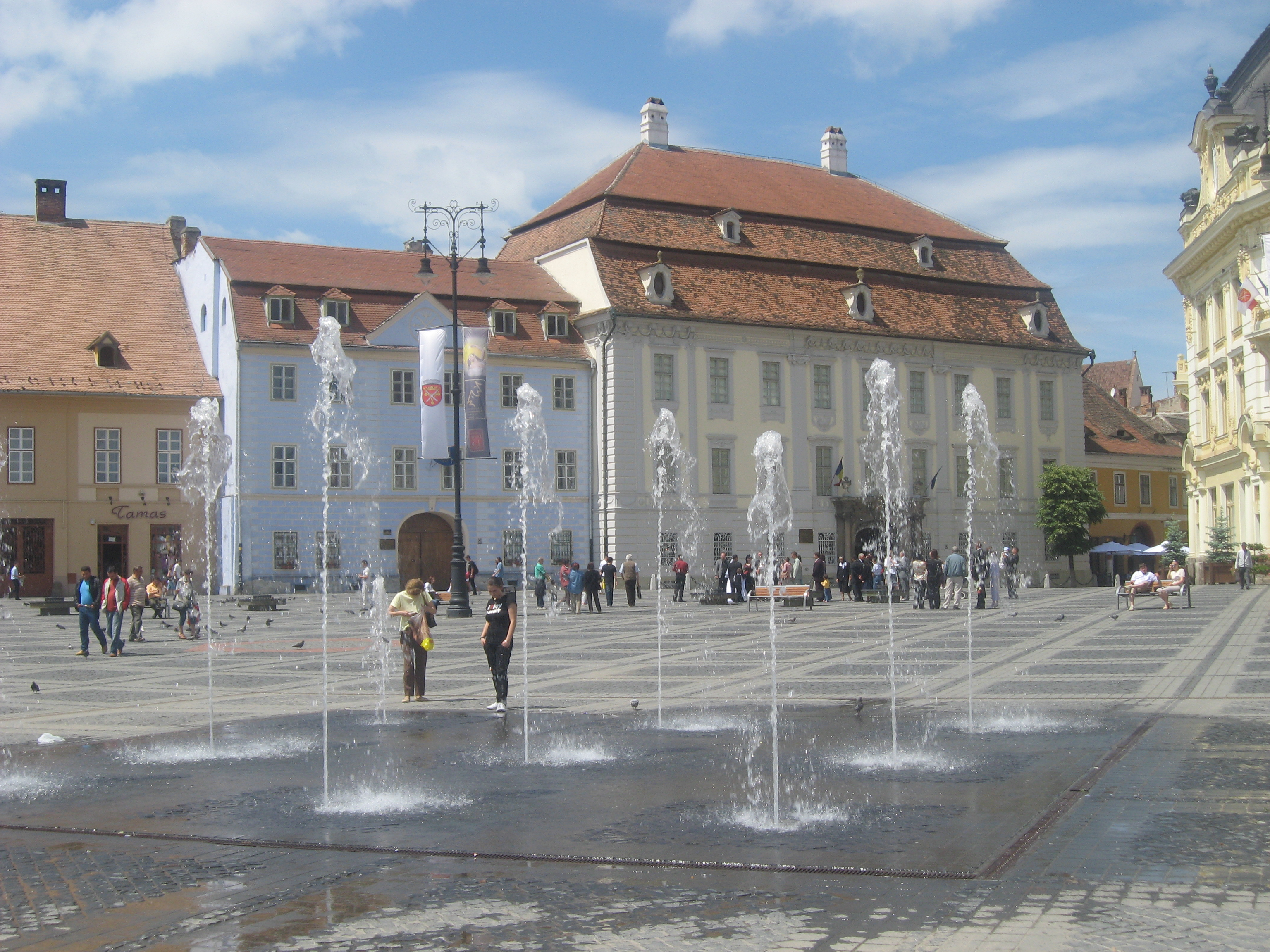
Piața Mare din Sibiu
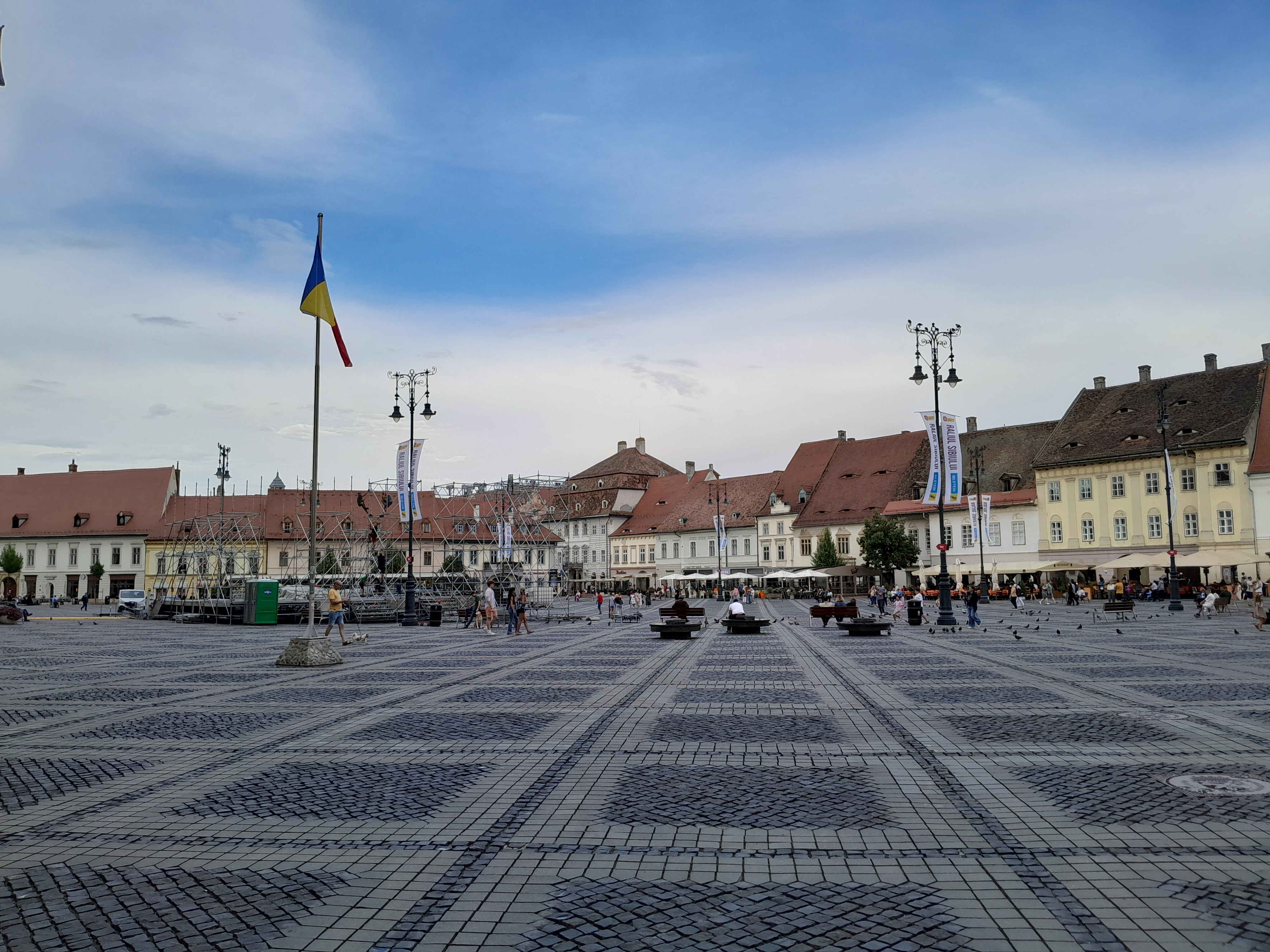
Piața Mare din Sibiu
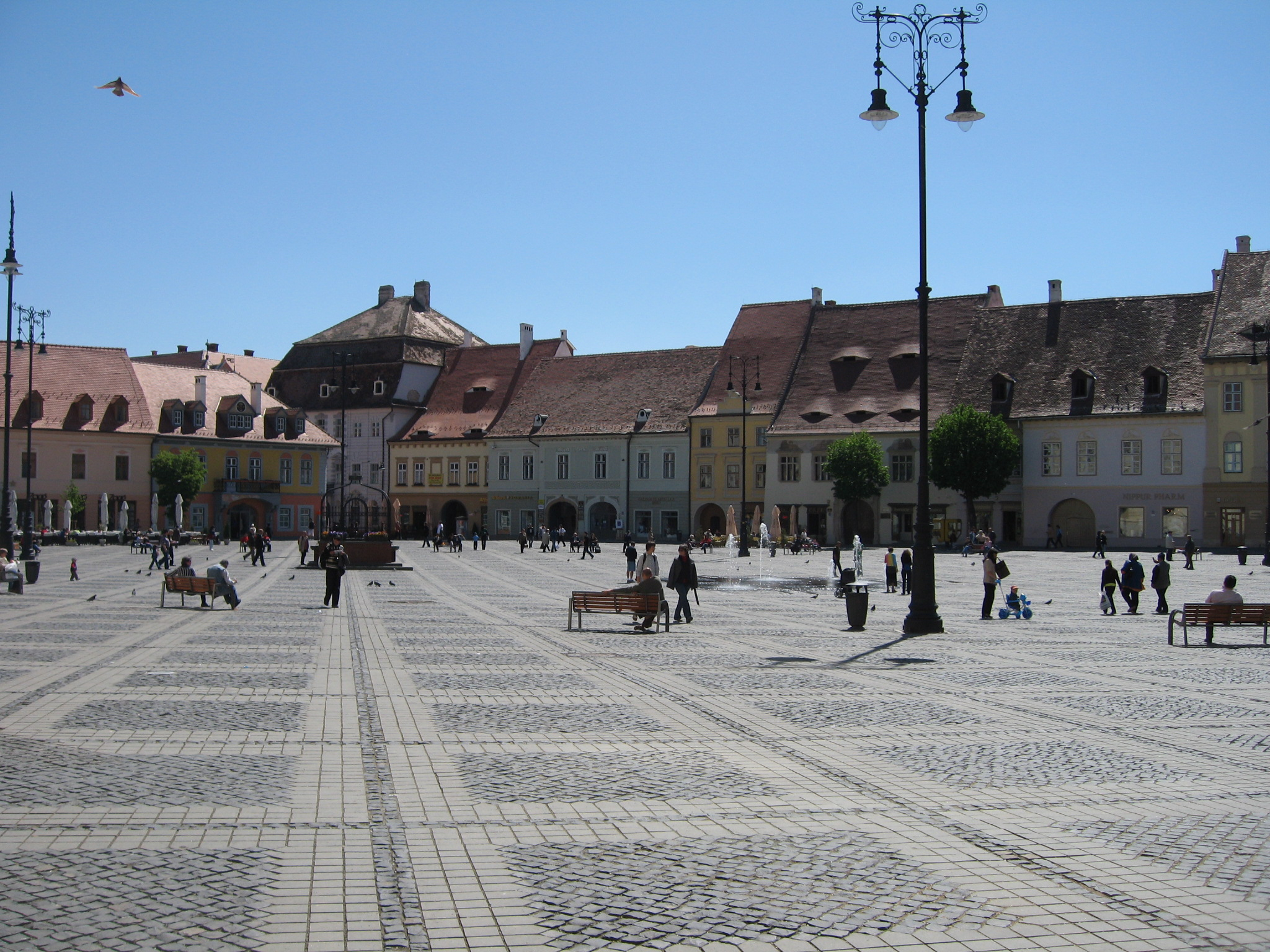
Piața Mare din Sibiu
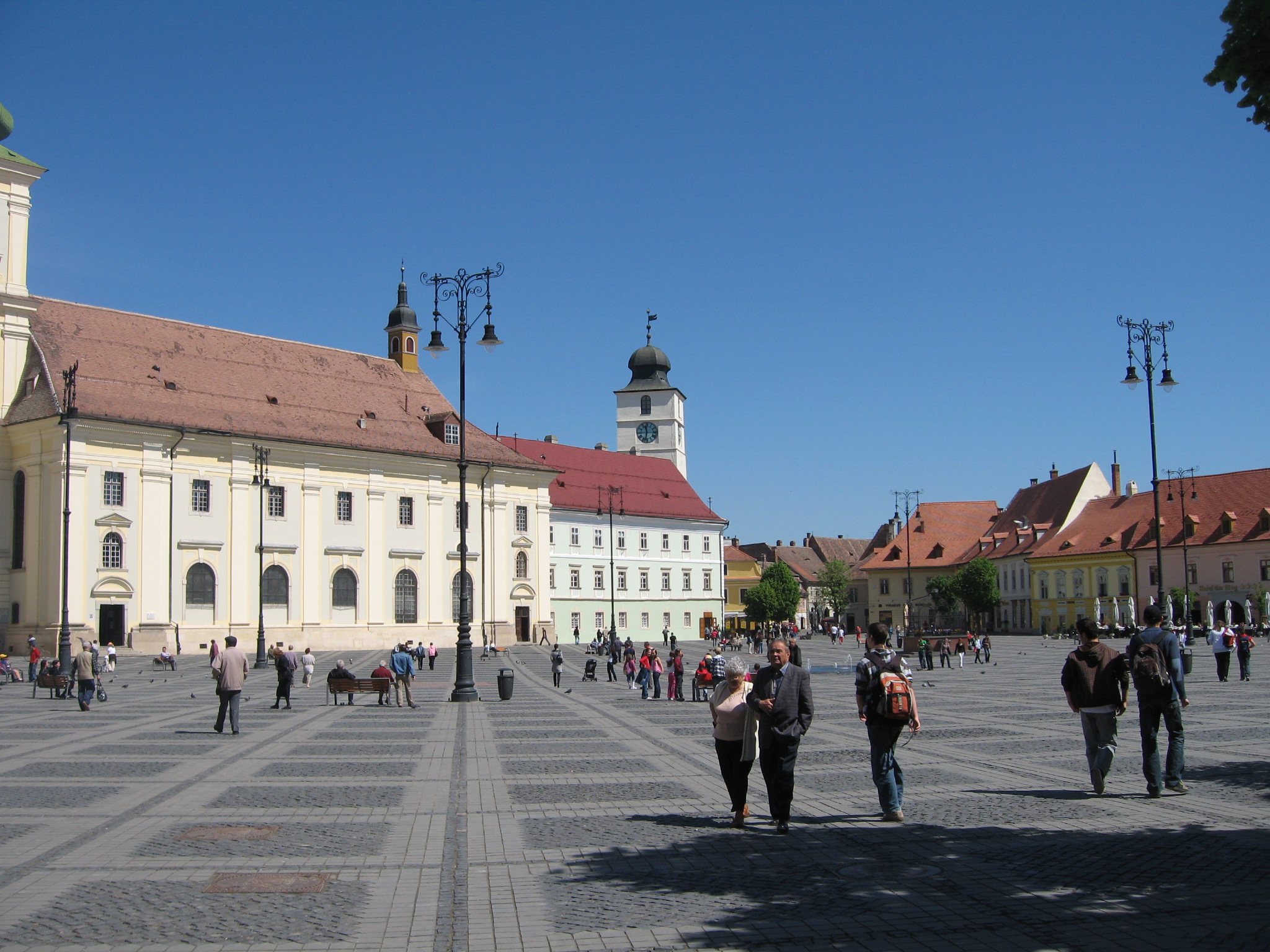
Piața Mare din Sibiu